# ليون راي ليفينغستون
ليون راي ليفينغستون (بالإنجليزية: Leon Ray Livingston)‏ هو كاتب أمريكي، ولد في 1872 في سان فرانسيسكو في الولايات المتحدة، وتوفي في 8 ديسمبر 1944 في هيوستن في الولايات المتحدة.